# Baliosus baeri
Baliosus baeri es un coleóptero de la familia Chrysomelidae.
Fue descrita científicamente por primera vez en 1932 por Pic.